# Cho Yoon-jeong
Cho Yoon-jeong (ur. 2 kwietnia 1979 w Andong w Korei Południowej) – tenisistka południowokoreańska, mieszkająca w Seulu. Reprezentowała kraj na igrzyskach olimpijskich i w Pucharze Federacji.

## Kariera sportowa
Jest tenisistką zawodową, gra prawą ręką i oburęcznym backhandem. W rankingu światowym w 2003 roku znajdowała się na 45 pozycji. Wielokrotnie grała w turniejach wielkoszlemowych, jej najlepsze wyniki to trzecia runda w US Open w 2002 i 2005 roku.
Trzykrotnie w finałach turniejów WTA: Canberra 2006, Auckland 2003 i Pattaya 2002; wszystkie te spotkania przegrała. Ma na koncie jeden wygrany turniej deblowy (Seul 2004).

## Finały juniorskich turniejów wielkoszlemowych

### Gra podwójna (1)
| Końcowy wynik | Rok  | Turniej         | Nawierzchnia | Partnerka       | Przeciwniczki             | Wynik finału |
| Finalistka    | 1997 | Australian Open | Twarda       | Shiho Hisamatsu | Mirjana Lučić Jasmin Wöhr | 2:6, 2:6     |